# Ophioglossum palmatum
Ophioglossum palmatum là một loài dương xỉ trong họ Ophioglossaceae. Loài này được L. mô tả khoa học đầu tiên năm 1753.